# Magnicourt-sur-Canche
Pour les articles homonymes, voir Magnicourt (homonymie) et Canche.
Magnicourt-sur-Canche est une commune française située dans le département du Pas-de-Calais en région Hauts-de-France. Ses habitants sont appelés les Magnicourtois. La commune est membre de la communauté de communes des Campagnes de l'Artois.

## Géographie

### Localisation
Localisée dans le sud-est du département du Pas-de-Calais, Magnicourt-sur-Canche est une commune de la vallée de la Canche située, à vol d'oiseau, à 10 km au sud-est de la commune de Saint-Pol-sur-Ternoise (aire d'attraction) et à 25 km à l'ouest de la commune d’Arras (chef-lieu d'arrondissement et préfecture du Pas-de-Calais).
Le territoire de la commune est limitrophe de ceux de sept communes.
Les communes limitrophes sont Gouy-en-Ternois, Berlencourt-le-Cauroy, Estrée-Wamin, Houvin-Houvigneul, Maizières, Monts-en-Ternois et Sars-le-Bois.

### Géologie et relief
La superficie de la commune est de 4,57 km2 ; son altitude varie de 100  à   144 m.

### Hydrographie
Le territoire de la commune est situé dans le bassin Artois-Picardie.
La commune est traversée par la Canche, un cours d'eau naturel de 100,22 km, qui prend sa source dans la commune de Gouy-en-Ternois et se jette dans la Manche entre Étaples et Le Touquet-Paris-Plage.

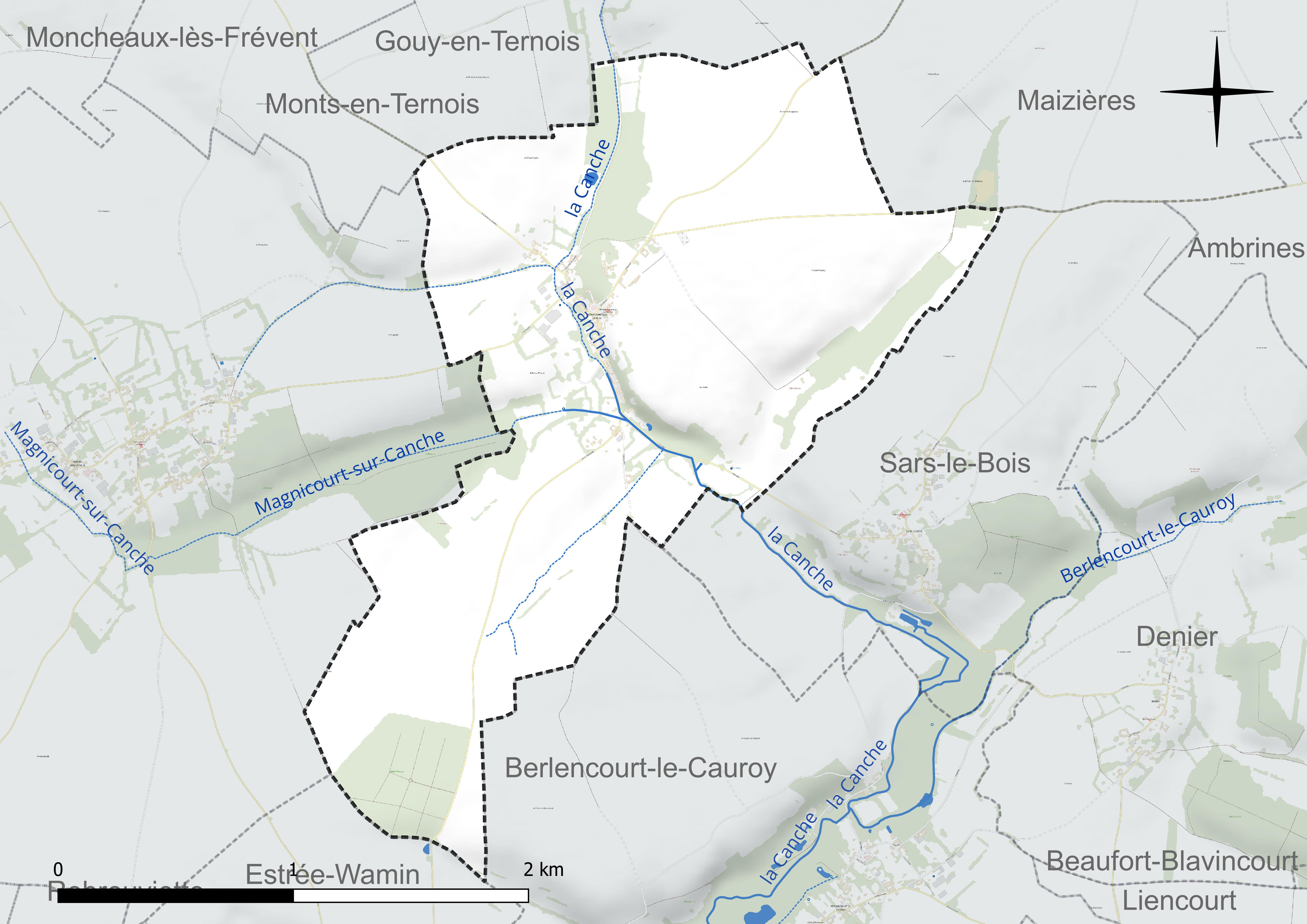
Réseau hydrographique de Magnicourt-sur-Canche.

### Climat
Pour des articles plus généraux, voir Climat des Hauts-de-France et Climat du Pas-de-Calais.
En 2010, le climat de la commune est de type climat océanique dégradé des plaines du Centre et du Nord, selon une étude du CNRS s'appuyant sur une série de données couvrant la période 1971-2000. En 2020, Météo-France publie une typologie des climats de la France métropolitaine dans laquelle la commune est exposée à un climat océanique et est dans la région climatique Côtes de la Manche orientale, caractérisée par un faible ensoleillement (1 550 h/an) ; forte humidité de l’air (plus de 20 h/jour avec humidité relative > 80 % en hiver), vents forts fréquents.
Pour la période 1971-2000, la température annuelle moyenne est de 10 °C, avec une amplitude thermique annuelle de 13,8 °C. Le cumul annuel moyen de précipitations est de 854 mm, avec 12,6 jours de précipitations en janvier et 9,7 jours en juillet. Pour la période 1991-2020, la température moyenne annuelle observée sur la station météorologique la plus proche, située sur la commune de Saulty à 13 km à vol d'oiseau, est de 10,4 °C et le cumul annuel moyen de précipitations est de 899,7 mm,. Pour l'avenir, les paramètres climatiques de la commune estimés pour 2050 selon différents scénarios d'émission de gaz à effet de serre sont consultables sur un site dédié publié par Météo-France en novembre 2022.

### Paysages
Pour un article plus général, voir Paysage en France.
La commune s'inscrit dans les « paysages du Ternois » tels qu’ils sont définis dans l’atlas de paysages de la région Nord-Pas-de-Calais, conçu par la direction régionale de l'Environnement, de l'Aménagement et du Logement (DREAL),.
Ces paysages, qui concernent 138 communes avec trois pôles d’attraction que sont Hesdin à l'ouest, Saint-Pol-sur-Ternoise à l’est et, dans une moindre mesure, Frévent en lisière sud, sont délimités par deux cours d’eau : la Canche au Sud et la Ternoise au Nord. Ces paysages sont composés de plateaux, de vallées et de bocages. Les plateaux du Ternois montrent une structure tabulaire assez plane et une altitude assez régulière avec des points culminants entre 150  à   160 m.
Le territoire d’une vingtaine de kilomètres du Nord au Sud et d’Est en Ouest, est traversé par la D 939 reliant Saint-Pol-sur-Ternoise à Hesdin, par la D 912 entre Saint-Pol-sur-Ternoise et Frévent et par la ligne ferroviaire de Saint-Pol-sur-Ternoise à Étaples dans la vallée de la Canche. La position excentrée, en l’absence de grands axes autoroutiers ou ferrés structurants, a permis au Ternois de conserver un caractère rural et une certaine qualité de paysage.
Au niveau de l’occupation des sols, les surfaces cultivées sont omniprésentes sur les plateaux, avec majoritairement la culture de la betterave et de la pomme de terre, et représentent près de 72 % de la surface totale de ces paysages du Ternois, les espaces artificialisés, cantonnés dans les fonds de vallée, représentent 13 % et les surfaces boisées, présentes dans les deux principales vallées de la Ternoise et de la Canche, ne représentent que 6 %.

### Milieux naturels et biodiversité

#### Zones naturelles d'intérêt écologique, faunistique et floristique
L’inventaire des zones naturelles d'intérêt écologique, faunistique et floristique (ZNIEFF) a pour objectif de réaliser une couverture des zones les plus intéressantes sur le plan écologique, essentiellement dans la perspective d’améliorer la connaissance du patrimoine naturel national et de fournir aux différents décideurs un outil d’aide à la prise en compte de l’environnement dans l’aménagement du territoire.
Le territoire communal comprend une ZNIEFF de type 1 : la haute vallée de la Canche en amont de Conchy-sur-Canche. Cette ZNIEFF correspond à la moyenne et à la haute vallée de la Canche, de l’amont de la commune de Conchy-sur-Canche jusqu’aux sources, au niveau de Magnicourt-sur-Canche.
et une ZNIEFF de type 2 : la haute vallée de la Canche et ses versants en amont de Sainte-Austreberthe qui se situe dans le pays du Ternois. Elle offre un relief de coteau abrupt au Nord et des pentes douces au Sud. Le fond de vallée est constitué de pâturages et de zones de cultures. Les versants les plus pentus et inaccessibles accueillent des boisements.

Carte des ZNIEFF de type 1 et 2 sur la commune
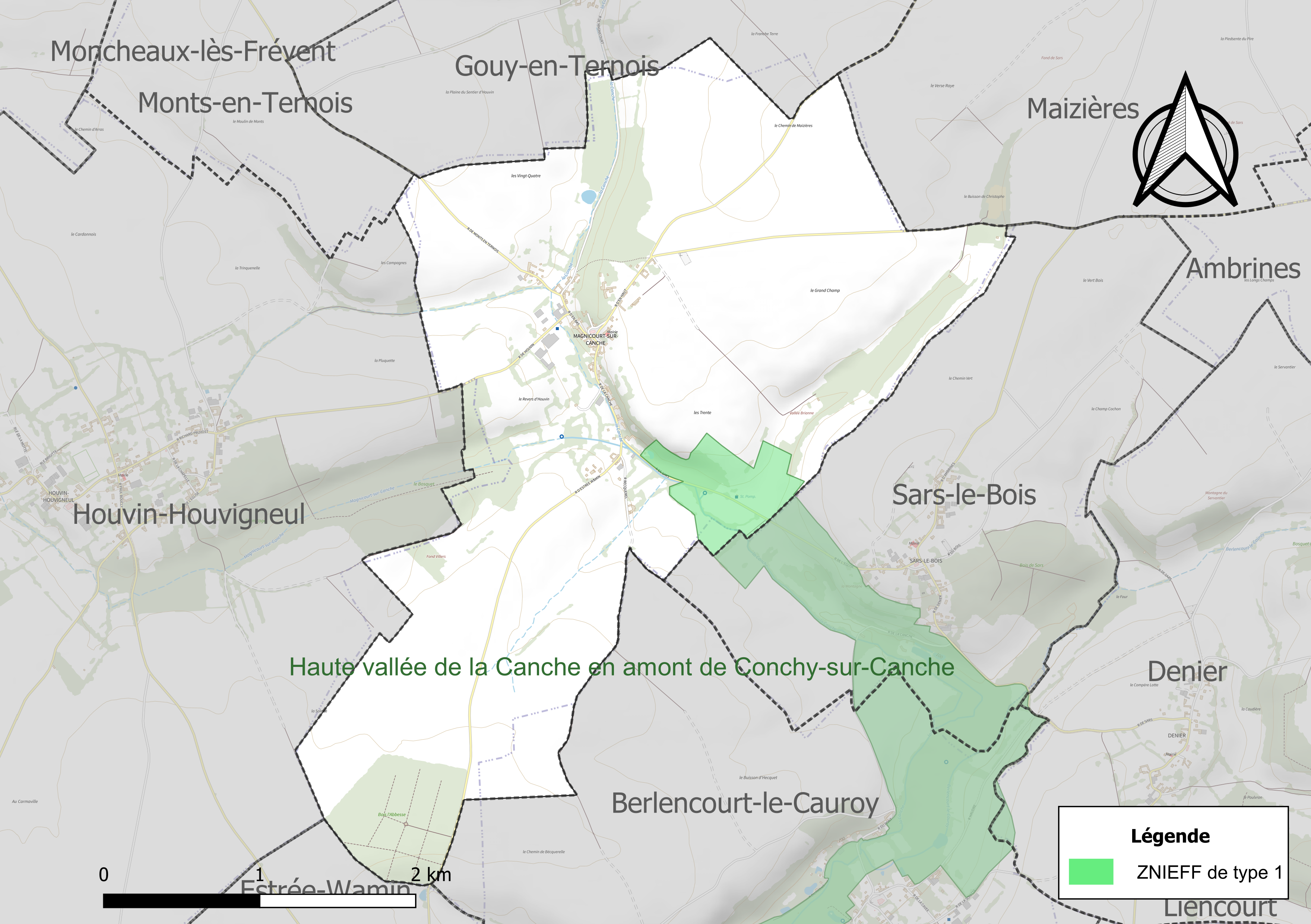
Carte de la ZNIEFF de type 1 sur la commune.
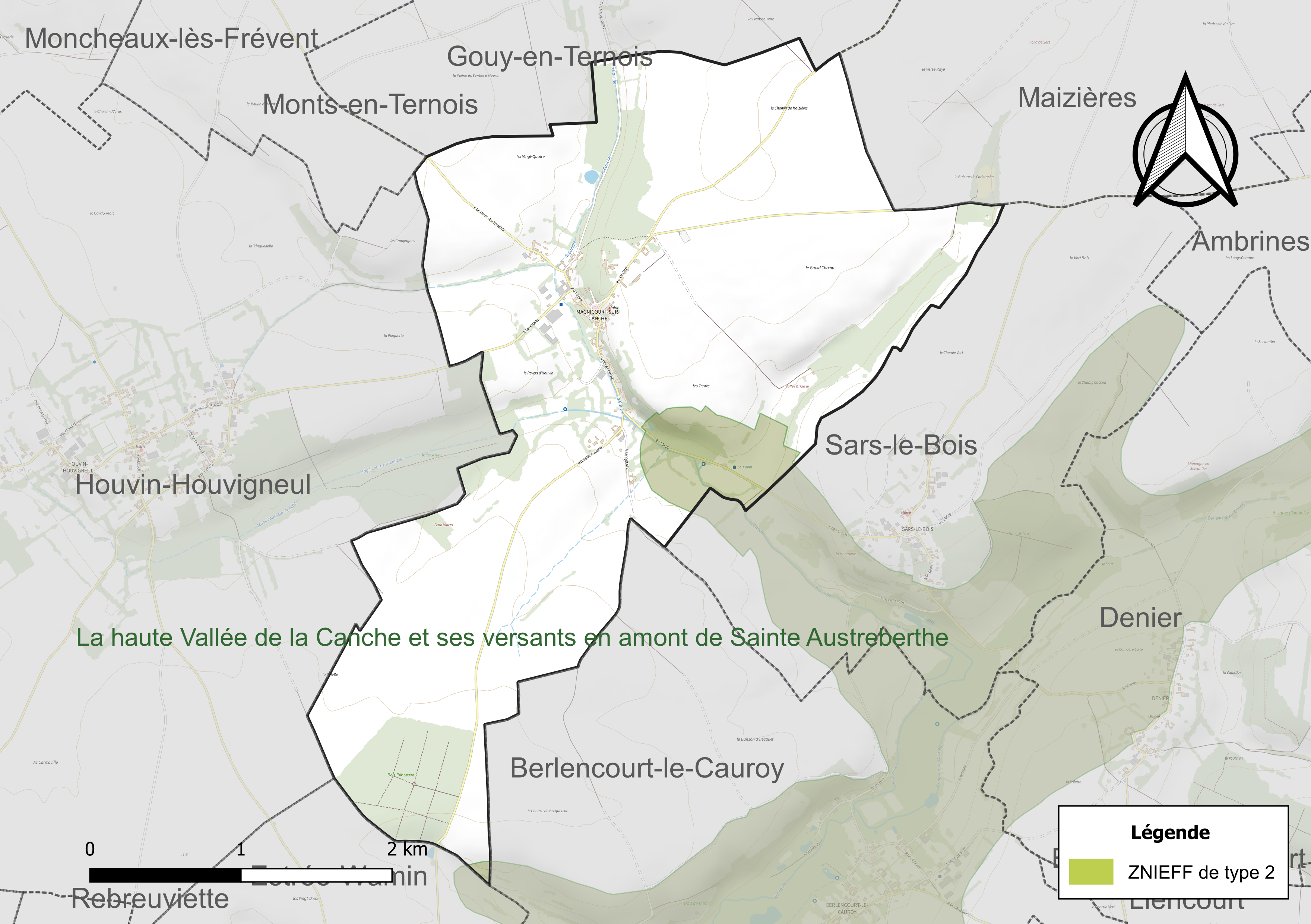
Carte de la ZNIEFF de type 2 sur la commune.

#### Inventaire national du patrimoine géologique
Sur le territoire de la commune se trouvent les affleurements de nappe dans l'Artois à l'origine de l'Aa, de la Canche, de la Scarpe qui sont inscrits à l'inventaire national du patrimoine géologique. Les sources sont identifiables par la présence de zones humides.

#### Espèces faunistiques et floristiques
L’Inventaire national du patrimoine naturel (INPN) recense plusieurs espèces faunistiques et floristiques sur le territoire de la commune dont certaines sont protégées et d’autres menacées et quasi-menacées.

## Urbanisme

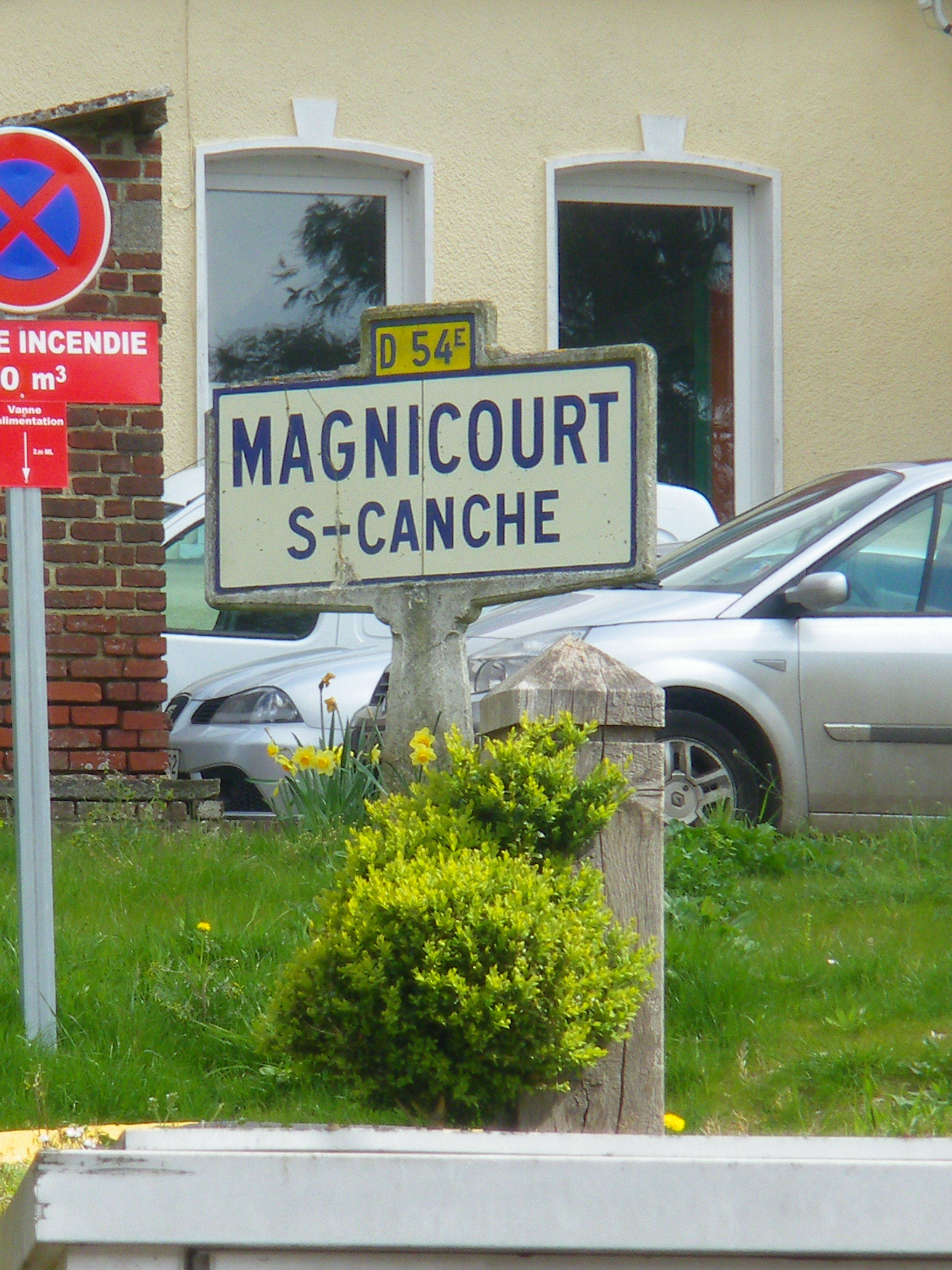
Un ancien panneau d'entrée de la commune.

### Typologie
Au 1er janvier 2024, Magnicourt-sur-Canche est catégorisée commune rurale à habitat dispersé, selon la nouvelle grille communale de densité à sept niveaux définie par l'Insee en 2022.
Elle est située hors unité urbaine. Par ailleurs la commune fait partie de l'aire d'attraction d'Arras, dont elle est une commune de la couronne,. Cette aire, qui regroupe 163 communes, est catégorisée dans les aires de 50 000 à moins de 200 000 habitants,.

### Occupation des sols
L'occupation des sols de la commune, telle qu'elle ressort de la base de données européenne d’occupation biophysique des sols Corine Land Cover (CLC), est marquée par l'importance des territoires agricoles (88,3 % en 2018), en diminution par rapport à 1990 (93,8 %). La répartition détaillée en 2018 est la suivante :
terres arables (66,8 %), prairies (21,5 %), forêts (6,1 %), zones urbanisées (5,6 %). L'évolution de l’occupation des sols de la commune et de ses infrastructures peut être observée sur les différentes représentations cartographiques du territoire : la carte de Cassini (XVIIIe siècle), la carte d'état-major (1820-1866) et les cartes ou photos aériennes de l'IGN pour la période actuelle (1950 à aujourd'hui).

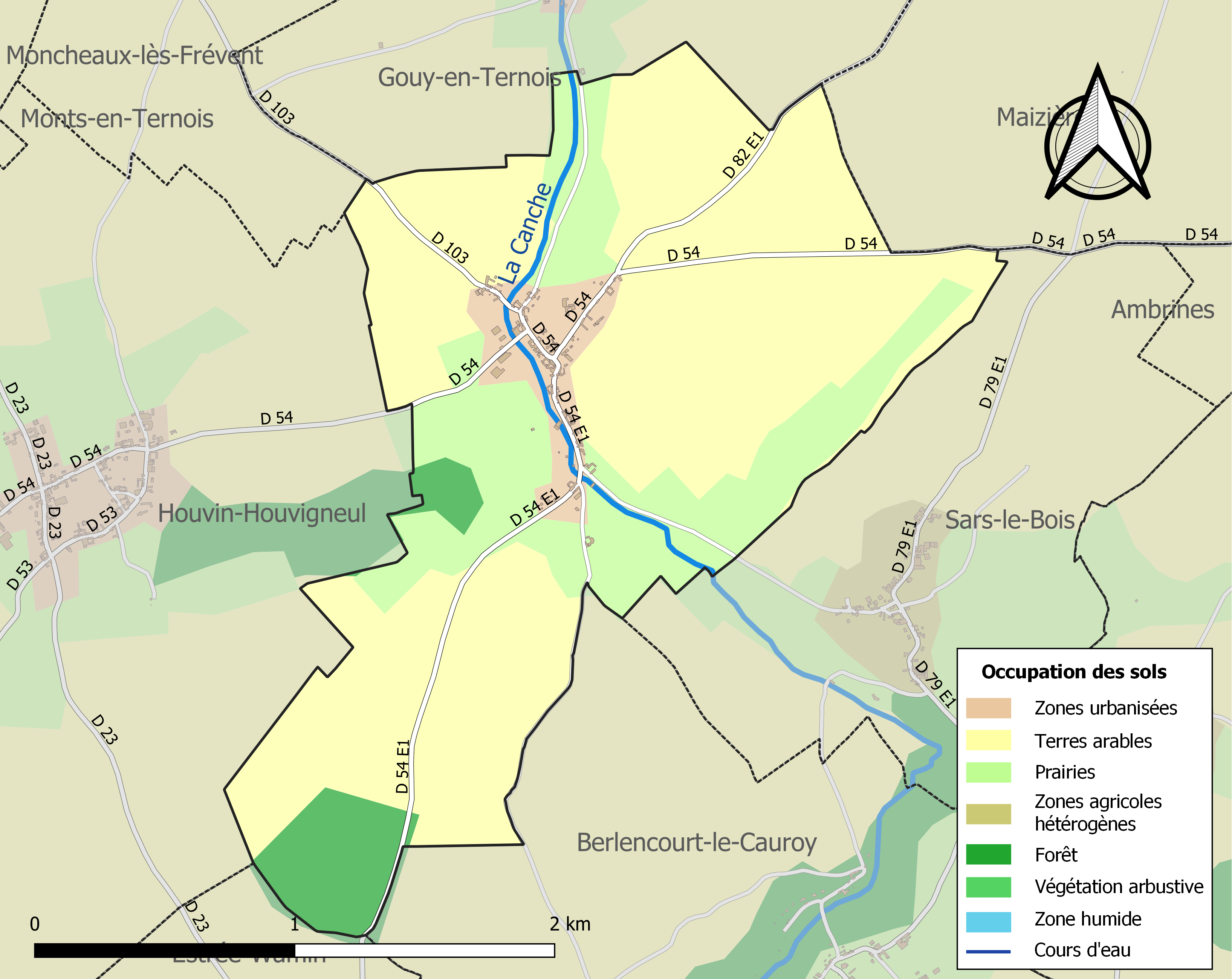
Carte des infrastructures et de l'occupation des sols de la commune en 2018 (CLC).

## Toponymie
Le nom de la localité est attesté sous les formes Mainnicort (1179) ; Maingnicort (1219) ; Maignicourt (1252) ; Meingnicourt (1252) ; Maignicort (1402) ; Maignicourt sur Canche (1594).
La Canche est un fleuve côtier du Pas-de-Calais qui traverse le territoire de la commune.

## Histoire
Pendant la Première Guerre mondiale, des troupes françaises séjournent à Magnicourt-sur-Canche, par exemple en juillet 1915.
Une cérémonie, voulue par le général Joffre, a lieu pendant ce conflit, entre Magnicourt-sur-Canche et Maizières. Il passe en revue le 3e corps d'armée le 31 août 1915, peu de temps avant la  3e bataille de l'Artois. Il se fait présenter tous les officiers.

## Politique et administration

### Découpage territorial
La commune se trouve dans l'arrondissement d'Arras du département du Pas-de-Calais.

#### Commune et intercommunalités
La commune fait partie de la communauté de communes des Campagnes de l'Artois qui regroupe 96 communes et compte 33 141 habitants en 2021.

#### Circonscriptions administratives
La commune est rattachée au canton d'Avesnes-le-Comte.

#### Circonscriptions électorales
Pour l'élection des députés, la commune fait partie de la première circonscription du Pas-de-Calais.

### Élections municipales et communautaires

#### Liste des maires
| Période                                  | Période                    | Identité          | Étiquette | Qualité                                                                             |
| ---------------------------------------- | -------------------------- | ----------------- | --------- | ----------------------------------------------------------------------------------- |
| Les données manquantes sont à compléter. |                            |                   |           |                                                                                     |
| mars 2001                                | 2008                       | Jean-Marie Dausse |           |                                                                                     |
| mars 2008                                | En cours (au 25 mars 2022) | Marc Degrendele   |           | Agriculteur-éleveur Réélu pour le mandat 2014-2020, Réélu pour le mandat 2020-2026, |

## Population et société

### Démographie
Les habitants de la commune sont appelés les Magnicourtois.

#### Évolution démographique
L'évolution du nombre d'habitants est connue à travers les recensements de la population effectués dans la commune depuis 1793. Pour les communes de moins de 10 000 habitants, une enquête de recensement portant sur toute la population est réalisée tous les cinq ans, les populations de référence des années intermédiaires étant quant à elles estimées par interpolation ou extrapolation. Pour la commune, le premier recensement exhaustif entrant dans le cadre du nouveau dispositif a été réalisé en 2005.

En 2022, la commune comptait 106 habitants, en évolution de −10,92 % par rapport à 2016 (Pas-de-Calais : −0,72 %, France hors Mayotte : +2,11 %).
| 1793 | 1800 | 1806 | 1821 | 1831 | 1836 | 1841 | 1846 | 1851 |
| ---- | ---- | ---- | ---- | ---- | ---- | ---- | ---- | ---- |
| 220  | 200  | 245  | 244  | 241  | 239  | 225  | 236  | 252  |

| 1856 | 1861 | 1866 | 1872 | 1876 | 1881 | 1886 | 1891 | 1896 |
| ---- | ---- | ---- | ---- | ---- | ---- | ---- | ---- | ---- |
| 234  | 268  | 258  | 250  | 246  | 240  | 230  | 230  | 223  |

| 1901 | 1906 | 1911 | 1921 | 1926 | 1931 | 1936 | 1946 | 1954 |
| ---- | ---- | ---- | ---- | ---- | ---- | ---- | ---- | ---- |
| 209  | 214  | 208  | 196  | 184  | 179  | 185  | 162  | 190  |

| 1962 | 1968 | 1975 | 1982 | 1990 | 1999 | 2005 | 2006 | 2010 |
| ---- | ---- | ---- | ---- | ---- | ---- | ---- | ---- | ---- |
| 181  | 140  | 100  | 80   | 79   | 99   | 102  | 105  | 109  |

| 2015 | 2020 | 2022 | - | - | - | - | - | - |
| ---- | ---- | ---- | - | - | - | - | - | - |
| 119  | 103  | 106  | - | - | - | - | - | - |

#### Pyramide des âges
La population de la commune est relativement jeune.
En 2018, le taux de personnes d'un âge inférieur à 30 ans s'élève à 37,8 %, soit au-dessus de la moyenne départementale (36,7 %). À l'inverse, le taux de personnes d'âge supérieur à 60 ans est de 31,1 % la même année, alors qu'il est de 24,9 % au niveau départemental.
En 2018, la commune comptait 53 hommes pour 59 femmes, soit un taux de 52,68 % de femmes, légèrement supérieur au taux départemental (51,50 %).
Les pyramides des âges de la commune et du département s'établissent comme suit.
| Hommes | Classe d’âge | Femmes |
| ------ | ------------ | ------ |
| 2,0    | 90 ou +      | 1,9    |
| 6,1    | 75-89 ans    | 11,1   |
| 22,4   | 60-74 ans    | 18,5   |
| 16,3   | 45-59 ans    | 13,0   |
| 18,4   | 30-44 ans    | 14,8   |
| 18,4   | 15-29 ans    | 18,5   |
| 16,3   | 0-14 ans     | 22,2   |

| Hommes | Classe d’âge | Femmes |
| ------ | ------------ | ------ |
| 0,5    | 90 ou +      | 1,6    |
| 5,6    | 75-89 ans    | 8,9    |
| 16,7   | 60-74 ans    | 18,1   |
| 20,2   | 45-59 ans    | 19,2   |
| 18,9   | 30-44 ans    | 18,1   |
| 18,2   | 15-29 ans    | 16,2   |
| 19,9   | 0-14 ans     | 17,9   |

## Culture locale et patrimoine

### Lieux et monuments
- L'église Saint-Vaast.
- Le monument aux morts, surmonté d'une croix de guerre[39].

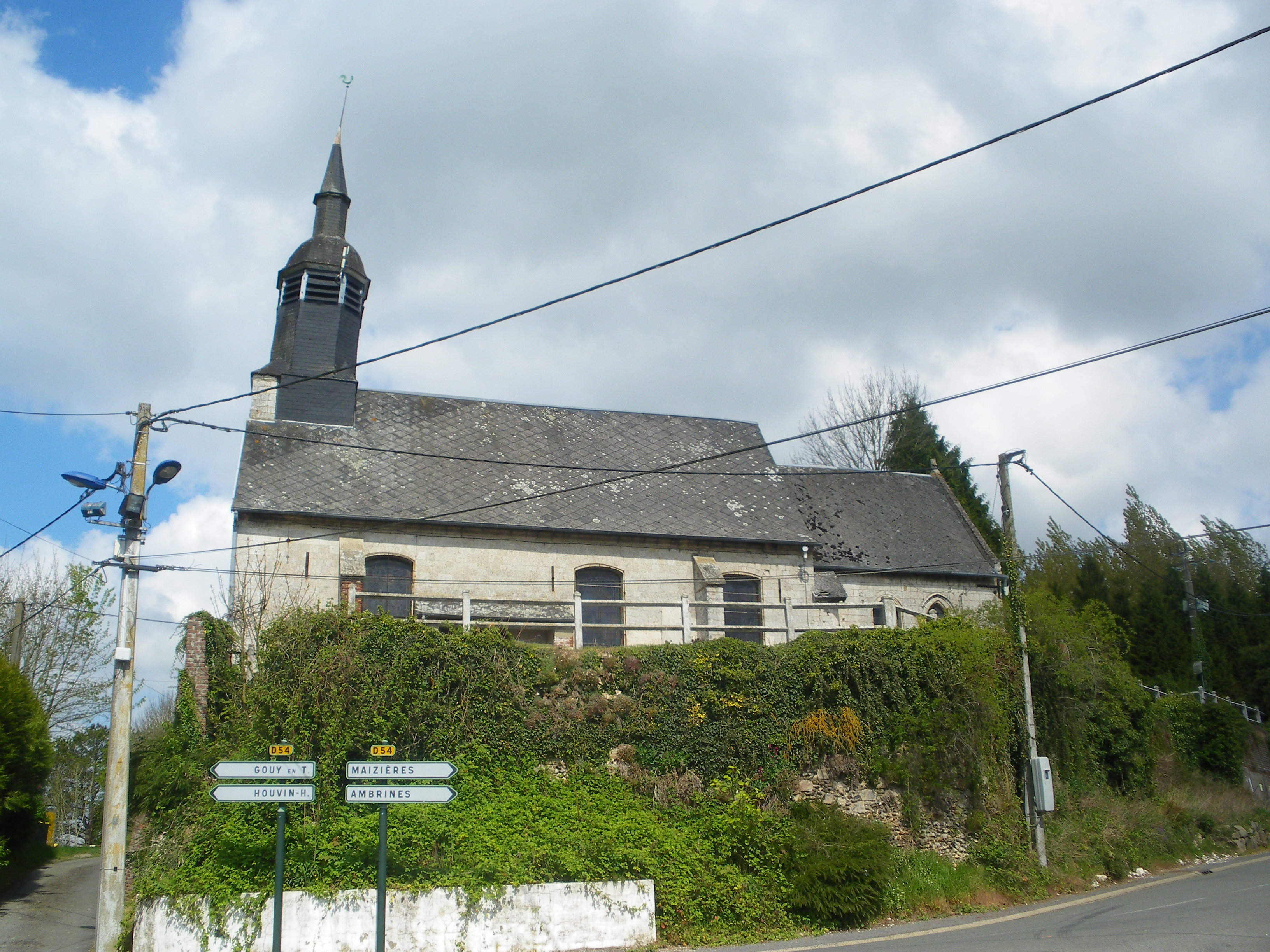
L'église Saint-Vaast.
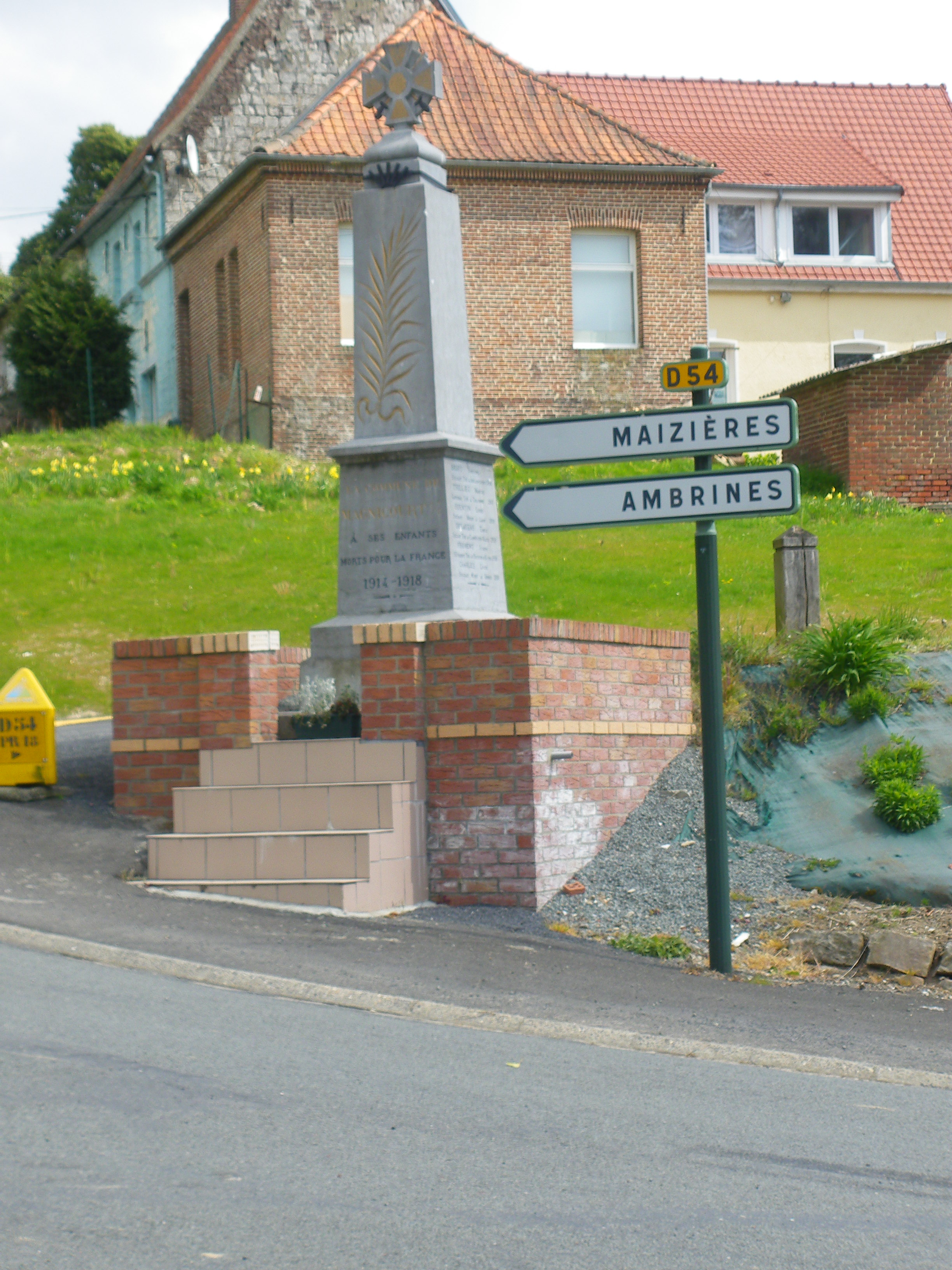
Le monument aux morts.

### Personnalités liées à la commune
- Alexandre François Augustin Petit (1754-1830), homme politique né à Magnicourt-sur-Canche, député du Tiers état aux États généraux de 1789.
- Jean-Baptiste Petit de Bryas (1787-1862), homme politique né et décédé à Magnicourt-sur-Canche, maire de Magnicourt-sur-Canche en 1818, député du Pas-de-Calais de 1848 à 1849.

### Héraldique
|  | Les armes de la ville se blasonnent ainsi : d'argent à la vierge de carnation vêtue d'azur tenant un sceptre fleuronné d'or, au chef aussi d'azur. |

## Pour approfondir

#### Bases de données, dictionnaires et encyclopédies
- Ressources relatives à la géographie :   - Insee (communes)
  - Ldh/EHESS/Cassini
- Ressource relative à plusieurs domaines :   - Annuaire du service public français
- Notices d'autorité :   - BnF (données)

#### Autres liens externes
- Dossier de la commune sur le site de l'Insee[Note 7], [lire en ligne]
- La commune sur le site des archives départementales du Pas-de-Calais, [lire en ligne]
- La commune sur Remonter le temps, sur le site de l’IGN, [lire en ligne][Note 8]
- « La commune » sur Géoportail.